# باشگاه فوتبال پلاتینوم (سنت لوسیا)
باشگاه فوتبال پلاتینوم یک باشگاه سنت لوسیایی مستقر در ویو فورت است که در دسته اول سنت لوسیا بازی می‌کند.